# Spiroctenus pilosus
Spiroctenus pilosus là một loài nhện trong họ Nemesiidae.
Spiroctenus pilosus được miêu tả năm 1917 bởi Tucker.